# چنگک

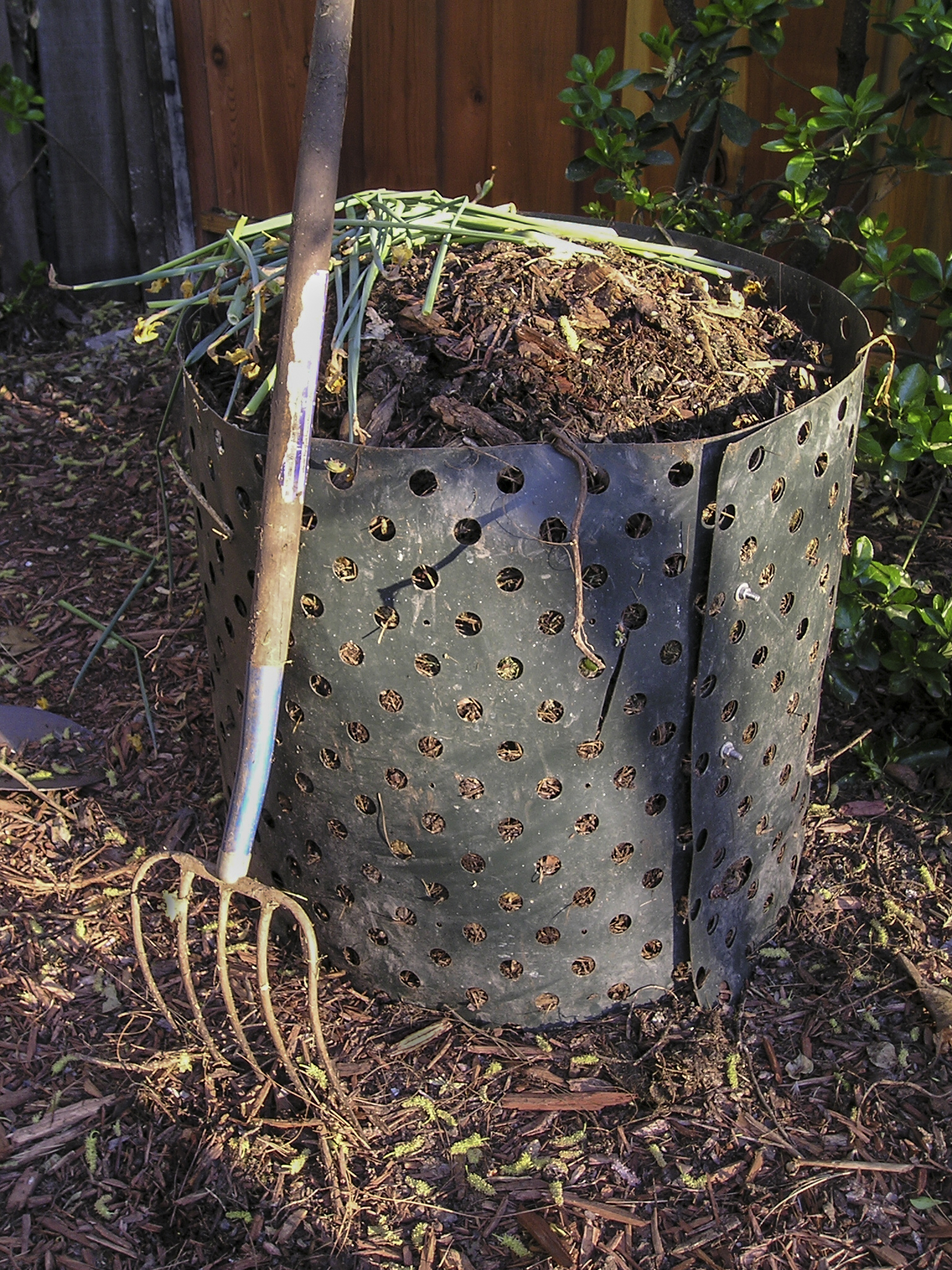
یک چنگک کنار لاوک کود کمپوست

چَنگک یا افشون یا چهارشاخ (به انگلیسی: rake, pitchfork) ابزار کشاورزی دسته‌داری است که دسته‌اش معمولاً از جنس چوب است و به دسته بیل و پارو شبیه است که به یک سر آن چهار شاخه نوک تیز معمولاً پولادین که اندکی خمیدگی دارند وصل شده‌است ازاین‌رو روی هم‌رفته به پنجه انسان و چنگال غذاخوری بی‌شباهت نیست (دلیل نام چنگک و انگشته هم همین است). شمار شاخه‌ها ممکن است پنج شاخه و بیشتر داشته باشد اما به همین نام چهارشاخ خوانده می‌شود و برای به باد کشیدن خرمن‌های کوفته بکار رود تا دانه را از کاه جدا گردانند.
اصولاً برزیگران از این ابزار برای بلند کردن و پرتاب کردن چیزهای سبک در کشتزار و انبار استفاده می‌کنند.

## نام‌های دیگر
علاوه بر نام‌های بالا، این ابزار کشاورزی را گاه به نام‌های: چهارشاخ، اَنْگُشْته، اوسین، آشیر (لری)، افشون، اوشین، اوچون، شانه یا شنه، پنجه، هسک و لیفا (مازندرانی) می‌شناسند.

## کاربردهای دیگر

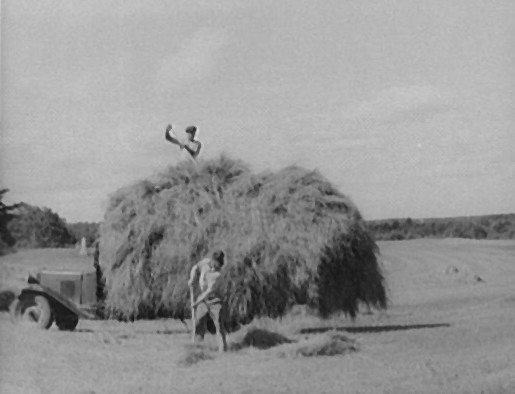
به بالا انداختن علف‌های خشک

در گذشته به خاطر شکل این ابزار، گاه از آن به عنوان افزار دفاع (به ویژه برای کسانی که توانایی خرید یا تهیهٔ شمشیر یا سلاح گرم را نداشتند) می‌شده‌است. برای هجو ترسایان، گاه در نمایش‌ها و تصویرها اهریمن یا اهریمنان را چنگک به دست به نمایش درمی‌آورند. برخی از این ابزار استفاده‌های هنری و سیاسی نیز نموده‌اند.